# Xanh methylen
Xanh methylene, còn được gọi là methylthioninium chloride, là một loại thuốc chữa bệnh kiêm thuốc nhuộm. Với tư cách một loại dược phẩm, nó được sử dụng chủ yếu để điều trị bệnh tăng methemoglobin huyết. Cụ thể hơn, xanh methylene được sử dụng để điều trị methemoglobin nồng độ lớn hơn 30% hoặc khi có triệu chứng bệnh tuy đã được điều trị liệu pháp oxy. Nó trước đây được sử dụng để điều trị ngộ độc cyanide và nhiễm trùng đường tiết niệu, nhưng việc sử dụng thuốc này không còn được khuyến khích. Thuốc này thường được tiêm vào tĩnh mạch.
Các phản ứng phụ thường gặp bao gồm nhức đầu, nôn mửa, nhầm lẫn, thở dốc, và huyết áp cao. Các tác dụng phụ khác bao gồm hội chứng serotonin, suy giảm hồng cầu và phản ứng dị ứng. Sử dụng thường xuyên chuyển nước tiểu, mồ hôi, và phân xanh thành màu xanh lá cây. Mặc dù việc sử dụng thuốc này trong thời kỳ mang thai có thể gây hại cho em bé, không sử dụng nó khi bị tăng methemoglobin huyết còn nguy hiểm hơn. Xanh methylene là thuốc nhuộm thiazine. Nó hoạt động bằng cách chuyển đổi Fe3+ trong hemoglobin thành Fe2+.
Xanh methylene lần đầu tiên được Heinrich Caro điều chế vào năm 1876. Nó nằm trong Danh sách thuốc thiết yếu của Tổ chức Y tế Thế giới, loại thuốc hiệu quả nhất và an toàn nhất trong một hệ thống y tế. Tại Hoa Kỳ, một lọ 50 mg thuốc này có giá 191,40 USD. Tại Anh Quốc, một chai 50 mg định giá theo Dịch vụ Y tế quốc gia khoảng £ 39,38.

## Ứng dụng y tế

### Suy thoái máu
Trong khi nhiều bài báo chỉ ra rằng màu xanh methylene có tính chất oxy hóa, tác động của nó như là một tác nhân oxy hóa xảy ra chỉ ở liều lượng rất cao. Ở liều lượng dược lý, nó có tác dụng giảm đặc tính của thuốc. Đó là vì lý do này mà màu xanh methylene được sử dụng như một loại thuốc điều trị bệnh tăng methemoglobin huyết. Điều này có thể phát sinh từ việc ăn phải một số dược phẩm, chất độc, hoặc đậu răng ngựa. Thông thường, thông qua các enzyme methemoglobin reductase phụ thuộc NADH, methemoglobin sẽ giảm trở lại hemoglobin. Khi một lượng lớn methemoglobin xảy ra thứ phát cho độc tố, methemoglobin reductases bị choáng ngợp. Xanh methylene, khi tiêm tĩnh mạch như một thuốc giải độc, trước hết nó được giảm xuống màu xanh leucometenylen, làm giảm nhóm heme khỏi methemoglobin thành hemoglobin. Xanh methylene có thể làm giảm thời gian sử dụng methemoglobin trong một vài phút. Tuy nhiên, ở liều cao, xanh methylene thực sự gây ra bệnh tăng methemoglobin huyết, đảo ngược con đường này.

### Kết hợp với ánh sáng
Xanh methylene kết hợp với ánh sáng đã được sử dụng để điều trị bệnh vẩy nến mảng bám.

### Nhiễm trùng đường tiết niệu
Xanh methylene là thành phần của thuốc giảm đau thông thường được kê đơn / chống nhiễm trùng / chống co thắt đường tiểu được biết đến như "Prosed DS", một loại thuốc kết hợp chứa phenyl salicylat, axit benzoic, hyoscyamin sulfat, và methenamin (còn gọi là hexamethylenetetramine và không nhầm lẫn với 'methanamine').

### Ngộ độc xyanua
Vì tiềm năng giảm tương tự như oxy và có thể giảm được bởi các thành phần của chuỗi vận chuyển electron, nên đôi khi dùng liều xanh methylene như một thuốc giải độc đối với ngộ độc kali xyanua, một phương pháp đầu tiên được thử nghiệm thành công vào năm 1933 bởi tiến sĩ Matilda Moldenhauer Brooks ở San Francisco, mặc dù lần đầu tiên được chứng minh bởi Bo Sahlin của Đại học Lund, vào năm 1926.

### Thuốc nhuộm

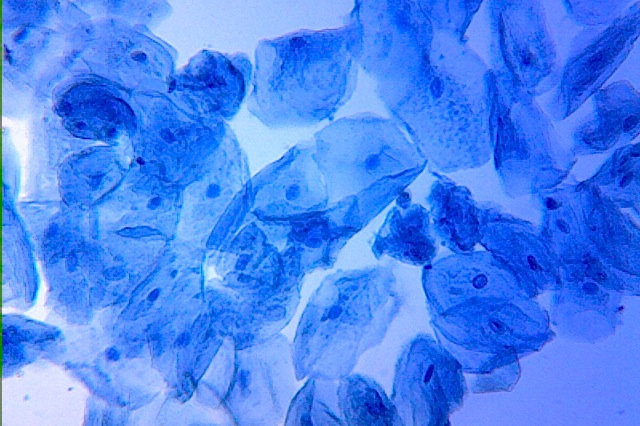
Các tế bào máu của người bị nhuộm màu xanh methylene

Xanh methylene được sử dụng trong phẫu thuật cắt bỏ nội soi như là một phụ trợ cho nước muối hoặc epinephrine và được sử dụng để tiêm vào submucosa quanh polyp sẽ được loại bỏ. Điều này cho phép xác định được mô màng dưới niêm mạc sau khi lấy polyp, điều này rất hữu ích trong việc xác định nếu cần phải loại bỏ nhiều mô hơn, hoặc nếu có nguy cơ thủng ruột cao. Xanh methylene cũng được sử dụng trong nhuộm màu nhiễm sắc thể, và được phun lên niêm mạc của đường tiêu hóa để xác định dysplasia hoặc tổn thương tiền ung thư. Tiêm truyền tĩnh mạch xanh methylene dễ dàng được đưa vào trong nước tiểu và do đó có thể được sử dụng để kiểm tra đường niệu rò rỉ hay không.
Trong các cuộc giải phẫu chẳng hạn như cắt lách các hạch lympho, màu xanh methylene có thể được sử dụng để theo dõi trực quan dấu thoát bạch huyết của các mô được thử nghiệm. Tương tự, màu xanh methylene được thêm vào sụn xương trong các hoạt động chỉnh hình để tạo sự phân biệt dễ dàng giữa xương và sụn. Ngoài ra, xanh methylene đẩy nhanh việc làm cứng sụn xương, áp dụng hiệu quả trong tăng tốc độ cứng sụn xương. Xanh methylene được sử dụng như là một trợ giúp để hình dung / định hướng trong một số thiết bị y tế, bao gồm một bộ phim phẫu thuật sealant, TissuePatch.
Khi màu xanh methylene là "polychromed" (bị oxy hóa trong dung dịch hoặc "chín muồi" do sự trao đổi chất của nấm,
như đã được ghi nhận trong luận án của Dmitri Leonidovich Romanowsky trong những năm 1890), nó được tách ra theo serially và tạo thành tất cả các tri-, di-, mono- và các chất trung gian không methyl, tương ứng là Azure B, Azure A, Azure C và Thionine. Đây là cơ sở của phần cơ bản của quang phổ hiệu ứng Romanowski-Giemsa. Nếu chỉ sử dụng Azure B và Eosin Y tổng hợp, nó có thể được sử dụng như một cách nhuộm Giemsa chuẩn; nhưng, không có màu xanh methylene, các hạt neutrophil bình thường có xu hướng chiếm ưu thế và trông giống như các hạt độc hại. Mặt khác, nếu sử dụng màu xanh methylene, nó có thể giúp cho hình dạng hạt neutrophil bình thường và cũng có thể làm tăng sự nhuộm của các hạt nhân và các hồng cầu đa sắc tố (reticulocytes).
Một ứng dụng truyền thống của màu xanh methylene là sự nhuộm trong các sợi thần kinh trong tử cung hoặc siêu âm, một tác dụng được mô tả lần đầu tiên bởi Paul Ehrlich vào năm 1887. Một dung dịch pha loãng của thuốc nhuộm được tiêm vào mô hoặc được áp dụng cho các miếng nhỏ đã được tươi. Màu xanh dương được chọn lọc phát triển khi tiếp xúc với không khí (oxy) và có thể được cố định bằng cách ngâm mẫu vật nhuộm màu trong dung dịch nước amoni molybdate. Màu xanh methylene quan trọng trước đây được sử dụng nhiều để kiểm tra sự bẻ gãy cơ, da và các cơ quan nội tạng. Cơ chế chọn thuốc nhuộm không được hiểu đầy đủ; nhuộm quan trọng của các sợi thần kinh trong da được ngăn ngừa bởi ouabain, một loại thuốc ức chế Na / K-ATPase của màng tế bào.

### Thuốc trấn an
Xanh methylene đã được sử dụng như là một thuốc trấn an; bác sĩ sẽ nói với bệnh nhân của họ để mong đợi nước tiểu của họ để thay đổi màu sắc và xem đây là một dấu hiệu cho thấy tình trạng của họ đã được cải thiện. Tác dụng phụ này cũng làm cho xanh methylene khó kiểm tra trong các nghiên cứu lâm sàng điều trị thuốc trấn an truyền thống.

### Độc tính Ifosfamide
Một sử dụng khác của xanh methylene là để điều trị độc tính thần kinh ifosfamide. Xanh methylene đã được báo cáo lần đầu tiên để điều trị và dự phòng độc tính neuropsychiatric ifosfamide năm 1994. Một chất chuyển hóa độc hại của ifosfamide, chloroacetaldehyde (CAA) phá vỡ chuỗi hô hấp ty thể, dẫn đến sự tích tụ nicotinamide adenine dinucleotide hydro (NADH). Xanh methylene hoạt động như một chất chấp nhận electron thay thế và đảo ngược sự ức chế NADH ức chế gluconeogenesis ở gan trong khi cũng ức chế sự chuyển đổi chloroethylamine thành chloroacetaldehyde và ức chế hoạt động của nhiều amin oxidase, ngăn ngừa sự hình thành CAA. Việc dùng xanh methylene để điều trị độc tính thần kinh ifosfamide thay đổi tùy thuộc vào việc sử dụng nó đồng thời như một chất bổ trợ trong việc truyền ifosfamide, so với việc sử dụng nó để đảo ngược các triệu chứng thần kinh xuất hiện sau khi truyền xong ifosfamide. Các báo cáo cho thấy rằng xanh methylene đến sáu liều mỗi ngày đã dẫn đến việc cải thiện các triệu chứng trong vòng 10 phút đến vài ngày. Ngoài ra, người ta gợi ý rằng xanh methylene tiêm tĩnh mạch mỗi 6 giờ để dự phòng khi điều trị bằng ifosfamide ở những bệnh nhân có tiền sử rối loạn thần kinh thần kinh ifosfamide. Trước khi bắt đầu ifosfamide vào ngày trước khi dùng ifosfamide, và ba lần mỗi ngày trong khi điều trị bằng ifosfamide đã được khuyến cáo để giảm sự xuất hiện của độc tính thần kinh ifosfamide.

### Hội chứng tràn dịch màng phổi
Một số tài liệu đã báo cáo việc sử dụng xanh methylene như một chất hỗ trợ trong việc quản lý những người bị hội chứng tràn dịch mạch sau khi phẫu thuật tim.

### Tác dụng phụ
Xanh methylene là một chất ức chế monoamin oxidase (MAOI), và nếu tiêm tĩnh mạch với liều dưới 5 mg / kg, có thể kết tủa serotonin độc tính nghiêm trọng, hội chứng serotonin, nếu kết hợp với các thuốc ức chế tái hấp thu serotonin chọn lọc (SSRIs) hoặc các chất ức chế tái thu gom serotonin khác (ví dụ như duloxetine, sibutramine, venlafaxine, clomipramine, imipramine).
Nó gây thiếu máu tán huyết ở người mang bệnh thiếu hụt enzyme G6PD (favism).

## Hóa học
Xanh methylene là một dẫn xuất chính thức của phenothiazin. Đó là một loại bột màu xanh lá cây đậm có chứa dung dịch xanh trong nước. Hình thức hydrat hóa có 3 phân tử nước trong mỗi phân tử xanh methylene. Xanh methylene có pH là 3 trong nước (10g / l) ở 25 °C (77 °F).

### Điều chế
Hợp chất này được điều chế bằng cách oxy hóa dimethyl-4-phenylenediamine với sự có mặt của natri thiosulfat.

### Tính hấp thụ ánh sáng

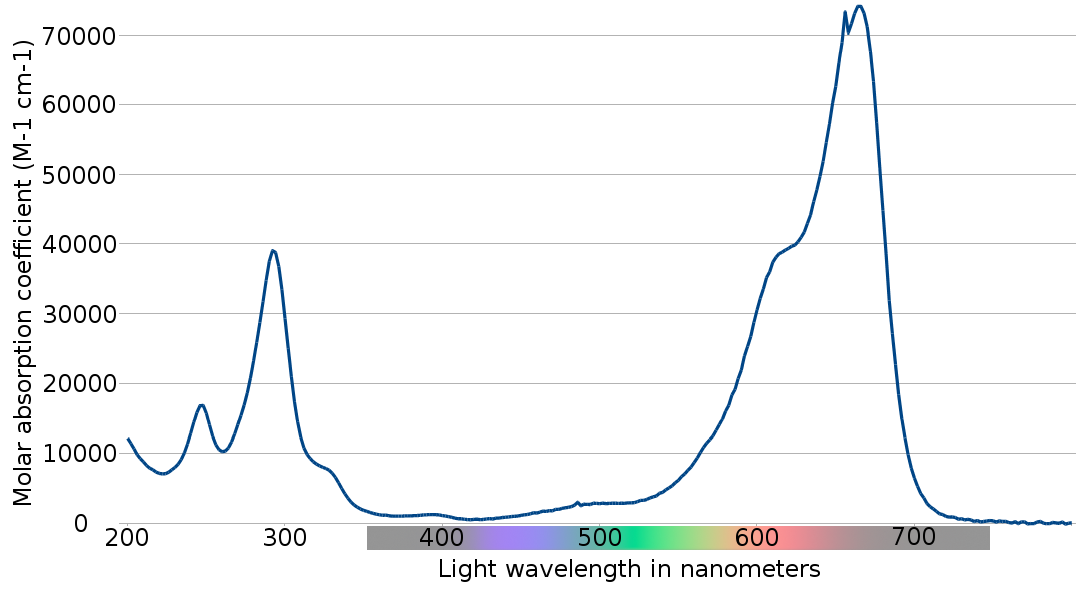
Phổ hấp thụ ánh sáng của xanh methylene, theo hệ số sự tuyệt chủng của phân tử (cơ số 10 logarit). Trong tập dữ liệu này, độ hấp thụ đỉnh là 1,7 (tức là 98% ánh sáng hấp thụ ánh sáng) đã được quan sát thấy với ánh sáng 665 nm đi qua 1 cm dung dịch xanh metylen 10 micromolar.

Độ hấp thụ ánh sáng tối đa gần 670 nm. Các chi tiết cụ thể của sự hấp thụ phụ thuộc vào một số yếu tố, bao gồm sự proton hóa, hấp phụ các vật liệu khác và metachromasy - sự hình thành các dimer và tập hợp bậc cao tùy thuộc vào nồng độ và các tương tác khác:
| Loại                                   | Hấp thụ qua miệng | Hệ số tuyệt chủng (dm³/mole·cm) |
| -------------------------------------- | ----------------- | ------------------------------- |
| MB+ (giải pháp)                        | 664               | 95000                           |
| MBH2+ (giải pháp)                      | 741               | 76000                           |
| (MB+)2 (giải pháp)                     | 605               | 132000                          |
| (MB+)3 (giải pháp)                     | 580               | 110000                          |
| MB+ (hấp phụ trên cơ thể con người)    | 673               | 116000                          |
| MBH2+ (hấp phụ trên cơ thể con người)  | 763               | 86000                           |
| (MB+)2 (hấp phụ trên cơ thể con người) | 596               | 80000                           |
| (MB+)3 (hấp phụ trên cơ thể con người) | 570               | 114000                          |

## Cách dùng khác

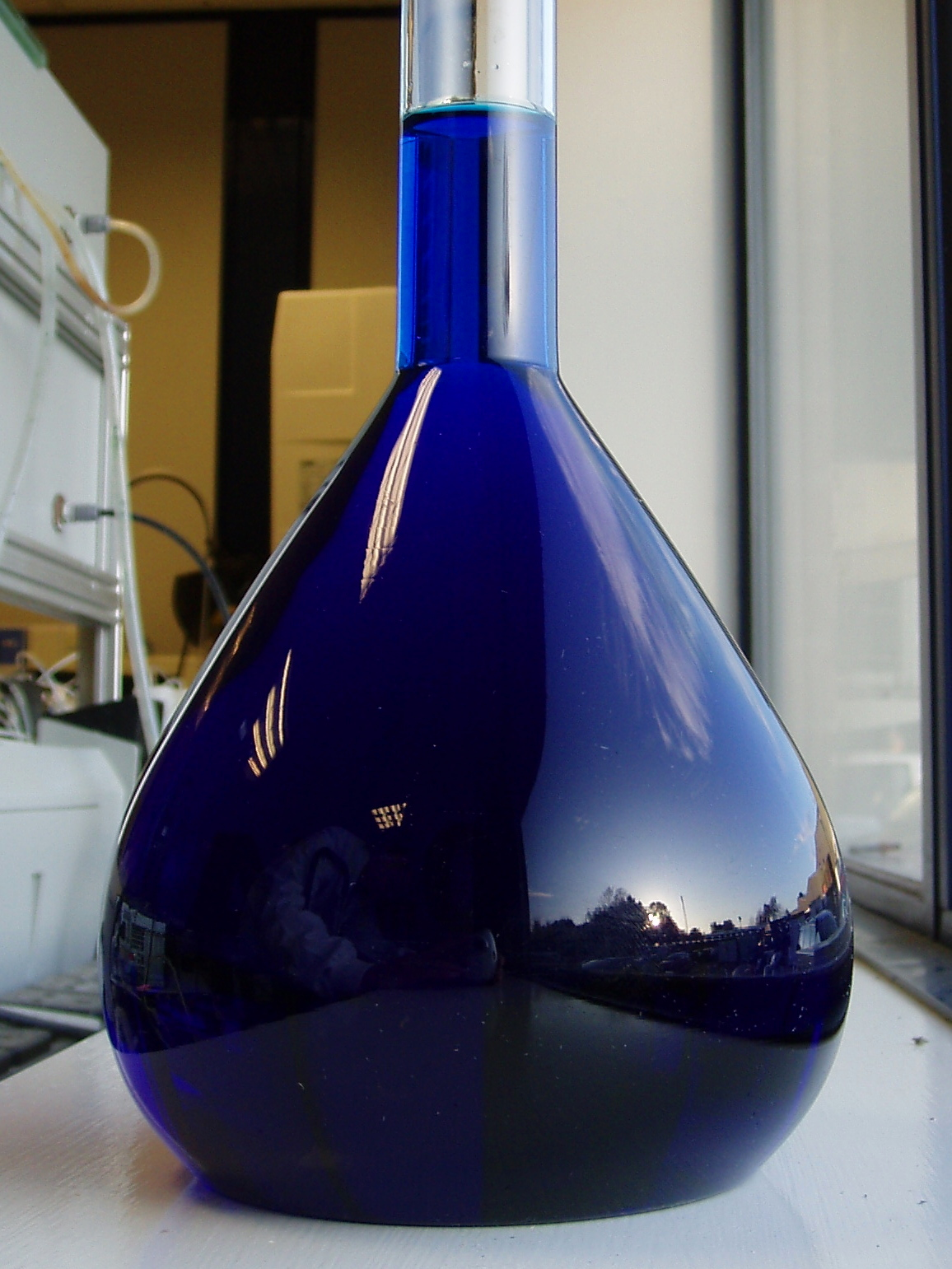
Một bình thể tích của dung dịch xanh methylene

### Chất chỉ thị oxy hóa khử
Xanh methylene được sử dụng rộng rãi như là một chất chỉ thị oxy hóa khử trong hóa học phân tích. Các dung dịch của chất này có màu xanh trong môi trường oxy hóa, nhưng sẽ trở nên không màu nếu tiếp xúc với chất khử. Các tính chất oxy hóa có thể được nhìn thấy trong một thí nghiệm cổ điển của động học hóa học trong hóa học nói chung, thí nghiệm "chai xanh". Thông thường, một dung dịch được làm từ glucose (dextrose), xanh methylene, và natri hiđroxit. Khi lắc chai, khí oxy trong bình oxy hóa xanh methylene, và dung dịch chuyển sang màu xanh lam. Sau đó, dextrose sẽ dần dần khử các phân tử xanh methylene, làm cho màu trong bình chứa nhạt dần đến khi không màu. Khi dextrose hòa tan được tiêu thụ hoàn toàn, dung dịch sẽ chuyển sang màu xanh lam trở lại. Tiềm năng giữa oxy hóa E0 'là +0.011 mV.

### Chất tạo peroxide
Xanh methylene cũng là một chất cảm quang được sử dụng để tạo ra oxy singlet khi tiếp xúc với cả oxy và ánh sáng. Nó được sử dụng trong lĩnh vực này để làm cho peroxide hữu cơ bằng một phản ứng Diels-Alder mà là quay cấm với oxy triplet ở điều kiện áp suất tiêu chuẩn.

### Phân tích sulfide
Sự hình thành màu xanh methylene sau khi phản ứng của hydro sulfide với dimethyl-p-phenylenediamine và Fe3+ ở pH 0,4 - 0,7 được sử dụng để xác định bằng phương pháp đo photometric sulfide trong khoảng 0,020 đến 1,50 mg / L (20 ppb đến 1,5 ppm). Thử nghiệm rất nhạy và màu xanh phát triển khi tiếp xúc của thuốc thử với H2S hòa tan trong 60 phút. Các bộ dụng cụ sẵn sàng sử dụng như bài kiểm tra sulfide quang phổ Spectroquant tạo điều kiện thuận lợi cho việc phân tích. Thử nghiệm sulfide xanh methylene là một phương pháp thuận tiện thường được sử dụng trong vi sinh vật đất để nhanh chóng phát hiện ra trong nước sự hoạt động trao đổi chất của vi khuẩn sulfate (SRB). Cần lưu ý rằng trong bài kiểm tra này, màu xanh methylene là sản phẩm của phản ứng và không phải là một chất phản ứng.
Đôi khi được sử dụng để bổ sung một chất khử mạnh, như axit ascorbic, vào dung dịch chứa sulfide để ngăn chặn quá trình oxy hóa sulfide từ khí quyển trong khí quyển. Mặc dù chắc chắn là một sự đề phòng âm thanh cho việc xác định sulfide với điện cực chọn ion, tuy nhiên, nó có thể cản trở sự phát triển của màu xanh nếu màu xanh methylene tươi được hình thành cũng giảm, như được mô tả ở trên trong đoạn trên chỉ thị redox.

### Kiểm tra nước
Phản ứng màu trong dung dịch xanh methylene có tính axit có chứa chloroform có thể phát hiện chất hoạt động bề mặt anion trong mẫu nước. Một xét nghiệm như vậy được biết đến như là một xét nghiệm MBAS (xét nghiệm chất hoạt động xanh methylene).
Tuy nhiên, xét nghiệm MBAS không thể phân biệt giữa chất hoạt động bề mặt cụ thể. Một số ví dụ về chất hoạt động bề mặt anion là cacboxylat, phosphat, sulfat và sulfonat.

### Giá trị cốt liệu của xanh methylene
Giá trị xanh methylene phản ánh lượng khoáng chất đất sét trong các mẫu tổng hợp. Dung dịch xanh methylene được bổ sung liên tiếp vào hỗn hợp tinh chế đang được khuấy trong nước. Sự có mặt của dung dịch thuốc nhuộm miễn phí có thể được kiểm tra với vết bẩn trên giấy lọc.

### Nhuộm sinh học
Trong sinh học, xanh methylene được sử dụng làm chất nhuộm cho một số quy trình nhuộm khác nhau, như nhuộm Wright, nhuộm Jenner hay nhuộm Moeller. Vì nó là một kỹ thuật nhuộm tạm thời, nên màu xanh methylene cũng có thể được sử dụng để kiểm tra RNA hoặc DNA dưới kính hiển vi hoặc trong gel: ví dụ, một dung dịch màu xanh methylene có thể được sử dụng để nhuộm RNA trên các màng lai ở bắc blotting để xác minh lượng axit nucleic hiện diện. Mặc dù màu xanh methylene không nhạy như ethidium bromide, nó ít độc hơn và không xen vào trong chuỗi axit nucleic, do đó tránh can thiệp vào việc giữ axit nucleic trên các màng lai hoặc với quá trình lai.
Nó cũng có thể được sử dụng như là một chỉ thị để xác định xem các tế bào nhân chuẩn như nấm men có còn sống hay đã chết. Màu xanh methylene không nhuộm lên tế bào sống, tuy nhiên, các tế bào chết không thể làm giảm oxy hóa xanh methylene và các tế bào được nhuộm xanh. Xanh methylene có thể gây trở ngại cho sự hô hấp của nấm men khi nó lấy các ion hydro trong quá trình này.

### Nuôi trồng thủy sản
Xanh methylene được sử dụng trong nuôi trồng thủy sản và các cá thể cá nhiệt đới như là một phương pháp điều trị nhiễm nấm. Nó cũng có thể có hiệu quả trong điều trị cá bị nhiễm ich mặc dù sự kết hợp của xanh malachite và formaldehyde có hiệu quả hơn rất nhiều so với protozoa ký sinh trùng Ichthyophthirius multifiliis. Nó thường được sử dụng để bảo vệ trứng cá vừa được đặt từ bị nhiễm nấm hoặc vi khuẩn. Điều này rất hữu ích khi người yêu thích muốn nở trứng cá một cách nhân tạo. Xanh methylene cũng rất hiệu quả khi được sử dụng như là một phần của "bồn tắm cá thuốc" để điều trị amonia, nitrit và ngộ độc cyanide cũng như điều trị tại chỗ và nội bộ cho cá bị thương hoặc bị bệnh như là "phản ứng đầu tiên".

## Lịch sử
Xanh methylene đã được miêu tả là "loại thuốc tổng hợp đầu tiên được sử dụng trong y học". Xanh methylene được điều chế vào năm 1876 bởi nhà hóa học người Đức Heinrich Caro.
Sử dụng nó trong điều trị sốt rét do Paul Guttmann và Paul Ehrlich tiến hành vào năm 1891. Trong giai đoạn này trước Thế chiến thứ nhất, các nhà nghiên cứu như Ehrlich tin rằng thuốc và thuốc nhuộm hoạt động theo cùng một cách, bằng cách ưu tiên làm sạch mầm bệnh và có thể gây hại cho chúng. Xanh methylene tiếp tục được sử dụng trong Thế chiến thứ hai, nơi nó không được ưa thích bởi những người lính, những người quan sát, "Ngay cả ở loo, chúng ta thấy, chúng ta đi tiểu, màu xanh hải quân." Việc sử dụng thuốc chống sốt rét gần đây đã được hồi sinh. Nó đã được phát hiện là một thuốc giải độc cho ngộ độc carbon monoxide và ngộ độc xyanua vào năm 1933 bởi Matilda Brooks.
Nước tiểu màu xanh được sử dụng để theo dõi sự tuân thủ của các bệnh nhân tâm thần với chế độ thuốc men. Điều này dẫn đến sự quan tâm - từ những năm 1890 cho đến ngày nay - trong thuốc chống trầm cảm và các hiệu ứng thần kinh khác. Nó trở thành hợp chất chì trong nghiên cứu dẫn đến việc phát hiện chlorpromazine.

## Tên
Tên độc quyền quốc tế (INN) của xanh methylene là methylthioninium chloride.

## Nghiên cứu

### Bệnh sốt rét
Xanh methylene được xác định bởi Paul Ehrlich năm 1891 như là một điều trị có thể đối với bệnh sốt rét. Nó biến mất như một loại thuốc chống sốt rét trong chiến tranh Thái Bình Dương ở vùng nhiệt đới, bởi vì những người lính Mỹ và Đồng Minh không thích hai tác dụng phụ nổi bật của nó, nhưng có thể đảo ngược được: chuyển nước tiểu màu xanh hoặc xanh lá cây, và da trắng (mắt trắng). Gần đây, sự quan tâm đến việc sử dụng thuốc chống sốt rét đã được hồi sinh, đặc biệt là do giá thành thấp. Một số thử nghiệm lâm sàng đang được tiến hành, cố gắng để tìm một sự kết hợp thuốc thích hợp. Theo các nghiên cứu về trẻ em ở Châu Phi, dường như nó có hiệu quả chống lại bệnh sốt rét, nhưng những nỗ lực để kết hợp màu xanh methylene với chloroquine là đáng thất vọng.

### Bệnh Alzheimer
Xanh methylene đã được điều tra để điều trị bệnh Alzheimer (sa sút trí tuệ). Xanh methylene được đề xuất có ảnh hưởng đến sự thoái hóa thần kinh trong bệnh Alzheimer thông qua sự ức chế sự kết hợp protein tau. Xanh methylene cũng ảnh hưởng đến sự phân ly của amyloid TauRx Therapeutics đã định hình lại loại thuốc này dưới nhãn hiệu LMTX. Công thức này đang được thử nghiệm lâm sàng giai đoạn 3 về tính an toàn và hiệu quả như "TRx0237". LMTX giải quyết một số mối quan tâm về đáp ứng liều đã được đưa ra trước đó trong nghiên cứu.

### Rối loạn lưỡng cực
Xanh methylene đã được nghiên cứu như là một thuốc bổ trợ trong điều trị rối loạn lưỡng cực.

### Virus
Nó đã được nghiên cứu về bệnh sarcoma của Kaposi, virus Tây sông Nin liên quan đến AIDS, và để khử hoạt hóa staphylococcus aureus và HIV-1. Thuốc nhuộm và ánh sáng của Phenothiazine được biết là có đặc tính virut trong hơn 70 năm.